# Temporada 1981-82 de los Washington Bullets
La temporada 1981-82 fue la novena de los Bullets dentro del área de Washington D. C. y la vigésimo primera en sus diferentes localizaciones. La temporada regular acabó con 43 victorias y 39 derrotas, ocupando el quinto puesto de la Conferencia Este, clasificándose para los playoffs, en los que cayeron ante Boston Celtics en las semifinales de conferencia.

## Elecciones en elDraft
| Ronda | Puesto | Jugador            | Posición  | Nacionalidad   | Universidad        |
| ----- | ------ | ------------------ | --------- | -------------- | ------------------ |
| 1     | 11     | Frank Johnson      | Base      | Estados Unidos | Wake Forest        |
| 2     | 35     | Charles Davis      | Alero     | Estados Unidos | Vanderbilt         |
| 2     | 41     | Claude Gregory     | Ala-Pívot | Estados Unidos | Wisconsin          |
| 2     | 44     | Steve Lingenfelter | Ala-Pívot | Estados Unidos | South Dakota State |
| 4     | 79     | Ron Davis          | Alero     | Estados Unidos | Arizona            |
| 5     | 103    | Garry Witts        | Escolta   | Estados Unidos | Holy Cross         |

## Temporada regular
| División Atlántico   | División Atlántico | División Atlántico | División Atlántico | División Atlántico | División Atlántico | División Atlántico | División Atlántico | División Atlántico |
| Equipo               | G                  | P                  | %                  | PD                 | Casa               | Fuera              | Div                |                    |
| -------------------- | ------------------ | ------------------ | ------------------ | ------------------ | ------------------ | ------------------ | ------------------ | ------------------ |
| y-Boston Celtics     | 63                 | 19                 | .768               | –                  | 35–6               | 28–13              | 20–4               |                    |
| x-Philadelphia 76ers | 58                 | 24                 | .707               | 5.0                | 32–9               | 26–15              | 16–8               |                    |
| x-New Jersey Nets    | 44                 | 38                 | .537               | 19.0               | 25–16              | 19–22              | 12–12              |                    |
| x-Washington Bullets | 43                 | 39                 | .524               | 20.0               | 22–19              | 21–20              | 7–17               |                    |
| New York Knicks      | 33                 | 49                 | .402               | 30.0               | 19–22              | 14–27              | 5–19               |                    |

## Playoffs

### Primera ronda
New Jersey Nets vs. Washington Bullets 
| Fecha       | Partido                                    | Ciudad          |
| ----------- | ------------------------------------------ | --------------- |
| 20 de abril | New Jersey Nets 83, Washington Bullets 96  | East Rutherford |
| 23 de abril | Washington Bullets 103, New Jersey Nets 92 | Landover        |
|             | Washington Bullets gana las series 2-0     |                 |

### Semiinales de Conferencia
Boston Celtics vs. Washington Bullets 
| Fecha       | Partido                                    | Ciudad   |
| ----------- | ------------------------------------------ | -------- |
| 25 de abril | Boston Celtics 109, Washington Bullets 91  | Boston   |
| 28 de abril | Boston Celtics 102, Washington Bullets 103 | Boston   |
| 1 de mayo   | Washington Bullets 83, Boston Celtics 92   | Landover |
| 2 de mayo   | Washington Bullets 99, Boston Celtics 103  | Landover |
| 5 de mayo   | Boston Celtics 131, Washington Bullets 126 | Boston   |
|             | Boston Celtics gana las series 4-1         |          |

## Estadísticas
| Rk | Jugador         | Edad | P  | PT | MP   | TC  | TCI  | %TC  | T3  | T3I | %T3  | TL  | TLI | %TL  | RO  | RD  | RT  | AS  | RB  | TAP | BP  | FP  | PTS  |
| -- | --------------- | ---- | -- | -- | ---- | --- | ---- | ---- | --- | --- | ---- | --- | --- | ---- | --- | --- | --- | --- | --- | --- | --- | --- | ---- |
| 1  | Greg Ballard    | 27   | 79 | 79 | 37.3 | 7.9 | 16.5 | .475 | 0.1 | 0.3 | .409 | 3.0 | 3.6 | .830 | 1.7 | 6.3 | 8.0 | 3.2 | 1.7 | 0.3 | 1.5 | 2.6 | 18.8 |
| 2  | Rick Mahorn     | 23   | 80 | 80 | 33.3 | 5.2 | 10.2 | .507 | 0.0 | 0.0 | .000 | 1.9 | 2.9 | .632 | 1.9 | 6.9 | 8.8 | 1.9 | 0.7 | 1.7 | 2.0 | 4.4 | 12.2 |
| 3  | Kevin Grevey    | 28   | 71 | 62 | 30.5 | 5.3 | 12.1 | .439 | 0.4 | 1.2 | .341 | 2.3 | 2.7 | .855 | 0.8 | 1.9 | 2.7 | 2.1 | 0.6 | 0.3 | 1.4 | 2.1 | 13.3 |
| 4  | Spencer Haywood | 32   | 76 | 63 | 27.4 | 5.2 | 10.9 | .476 | 0.0 | 0.0 | .000 | 2.9 | 3.4 | .842 | 1.9 | 3.7 | 5.6 | 0.8 | 0.6 | 0.9 | 2.3 | 3.3 | 13.3 |
| 5  | Jeff Ruland     | 23   | 82 | 0  | 27.0 | 5.1 | 9.1  | .561 | 0.0 | 0.0 | .333 | 4.2 | 5.5 | .752 | 3.1 | 6.2 | 9.3 | 1.6 | 0.5 | 0.7 | 2.9 | 3.9 | 14.4 |
| 6  | Frank Johnson   | 23   | 79 | 29 | 25.7 | 4.3 | 10.3 | .414 | 0.2 | 1.0 | .215 | 1.9 | 2.6 | .750 | 0.4 | 1.4 | 1.9 | 4.8 | 1.0 | 0.1 | 2.0 | 2.5 | 10.7 |
| 7  | John Lucas      | 28   | 79 | 53 | 24.6 | 3.3 | 7.8  | .426 | 0.0 | 0.3 | .091 | 1.7 | 2.2 | .784 | 0.5 | 1.6 | 2.1 | 7.0 | 1.2 | 0.1 | 2.0 | 1.3 | 8.4  |
| 8  | Don Collins     | 23   | 79 | 18 | 20.4 | 4.2 | 8.3  | .511 | 0.0 | 0.2 | .083 | 1.5 | 2.1 | .716 | 1.3 | 1.2 | 2.5 | 1.9 | 1.1 | 0.3 | 1.7 | 2.5 | 10.0 |
| 9  | Jim Chones      | 32   | 59 | 13 | 14.7 | 1.3 | 2.9  | .433 | 0.0 | 0.0 |      | 0.6 | 0.8 | .783 | 0.7 | 2.5 | 3.1 | 1.1 | 0.3 | 0.5 | 0.7 | 1.9 | 3.1  |
| 10 | Brad Holland    | 25   | 13 | 3  | 14.2 | 2.1 | 5.6  | .370 | 0.0 | 0.2 | .000 | 0.2 | 0.3 | .750 | 0.5 | 0.5 | 1.0 | 1.2 | 0.8 | 0.1 | 0.5 | 0.9 | 4.4  |
| 11 | Garry Witts     | 22   | 46 | 0  | 10.7 | 1.1 | 1.8  | .583 | 0.0 | 0.0 | .500 | 0.7 | 0.9 | .825 | 0.6 | 0.7 | 1.3 | 0.8 | 0.4 | 0.1 | 0.8 | 1.6 | 2.9  |
| 12 | Charles Davis   | 23   | 54 | 10 | 10.6 | 1.6 | 3.4  | .478 | 0.0 | 0.0 | .000 | 0.6 | 0.7 | .811 | 1.0 | 1.5 | 2.5 | 0.6 | 0.2 | 0.2 | 0.8 | 1.6 | 3.8  |
| 13 | Carlos Terry    | 25   | 13 | 0  | 4.6  | 0.2 | 1.2  | .200 | 0.0 | 0.2 | .000 | 0.2 | 0.3 | .750 | 0.4 | 0.5 | 0.9 | 0.6 | 0.2 | 0.1 | 0.4 | 1.2 | 0.7  |

## Galardones y récords
| Jugador/Entrenador | Galardón                            |
| Gene Shue          | Entrenador del Año de la NBA        |
| Bob Ferry          | Ejecutivo del Año de la NBA         |
| Jeff Ruland        | Mejor quinteto de rookies de la NBA |